# Montealegre del Castillo
Montealegre del Castillo (hasta 1916, Montealegre) es un municipio español situado al sureste de la península ibérica, en la provincia de Albacete, dentro de la comunidad autónoma de Castilla-La Mancha. Los municipios vecinos son Almansa, Bonete, Fuente-Álamo y Corral-Rubio en la provincia de Albacete, así como Yecla y Jumilla en la Región de Murcia.

## Historia

### Prehistoria
Se sabe que ya había núcleos de población en el Paleolítico y el Neolítico.
Han pasado muchas civilizaciones por esta población como los íberos, muestra de ello es el «Cerro de los Santos», yacimiento arqueológico que data de los siglos III al siglo I a. C.
Entre los numerosos objetos encontrados en este yacimiento destacan el santuario ibérico y la Gran Dama Oferente, que es uno de los principales símbolos del arte ibérico, así como símbolo del municipio, al formar parte de su escudo.

### Antigüedad y Edad Media
También han pasado por Montealegre del Castillo otras grandes civilizaciones como la romana, que dejó «Los Arcos del Molino»,[cita requerida] la musulmana que construyó el castillo y la cristiana con edificaciones como el «Santuario de Nuestra Señora de La Consolación» y la iglesia parroquial de Santiago Apóstol.
Territorio perteneciente a la antigua Taifa de Murcia se convierte en dominio de la Corona de Castilla en virtud del Tratado de Alcaraz en 1243, siendo zona conquistada por Alfonso X el Sabio. 
Entre 1244 y 1256 Montealegre perteneció al Señorío de Caudete, para después pasar al Marquesado de Villena.

### Edad Moderna
En 1707, durante el conflicto internacional de la guerra de sucesión española, se produjo la batalla de Almansa que provocó en la villa una enorme desolación, siendo deforestados prácticamente todos los montes del municipio, sucesivamente ocupado por los distintos ejércitos, lo que provocó su expolio y destrucción. Tras la batalla, hubo una gran hambruna y epidemias que diezmaron la población, que fue recuperándose a lo largo del siglo XVIII.

### Edad Contemporánea
En el siglo XIX habría de producirse la Redención del Onceno, ya que la villa de Montealegre del Castillo pertenecía al marqués de título homónimo. El 2 de enero de 1809, y en el contexto de la guerra de la Independencia, el municipio se sublevó para evitar que el marqués nombrara Justicia y Ayuntamiento, hecho que se vio favorecido por un decreto de 1811 por el que las Cortes abolían los señoríos jurisdiccionales.
Con el regreso de Fernando VII volvería la situación anterior, hasta que a finales de siglo, gracias al administrador del último marqués, José Bernabéu, se produjo la Redención del Onceno, adquiriendo los labradores la propiedad de las tierras.
Hasta la reforma de la nomenclatura municipal de 1916 el municipio se llamaba simplemente Montealegre. En dicha fecha su nombre fue modificado por el de Montealegre del Castillo.
En el siglo XX, la Guerra Civil provocó grandes destrozos en la localidad. El municipio quedó en zona leal a la II República, y pese a que no estuvo en línea de fuego sí que tuvo que soportar las nefastas consecuencias del conflicto. Tras el inicio de la guerra, el año 1936 sería el más horrible, al producirse el asesinato de varias decenas de personas por las organizaciones de izquierda, así como el saqueo de algunas posesiones. Los templos fueron profanados y quemados, destruyéndose el altar y todas las imágenes de la iglesia parroquial y quemándose también la imagen de la Virgen de la Consolación, en el santuario, del cual solo se pudo conservar la imagen de San Isidro Labrador.
Al igual que en el resto del país, se tuvo que hacer frente a una dura posguerra, que provocó grandes hambrunas y una fuerte emigración hacia las ciudades próximas de la provincia, Comunidad Valenciana y Región de Murcia.
No sería hasta la década de 1990 cuando el municipio apostara por la industria, con la instalación de un buen número de empresas dedicadas a la fabricación de sofás, muebles, bodegas de vinos, construcción, etc., que han hecho que superara el carácter tradicionalmente agrícola.
En 2006 se pidió la reincorporación de Montealegre del Castillo, Tobarra y Ontur a la Región de Murcia, debido a la histórica pertenencia al Reino de Murcia y una supuesta discriminación de Castilla-La Mancha.

## Demografía
Cuenta con una población de 2038 habitantes (INE 2024).
| Gráfica de evolución demográfica de Montealegre del Castillo entre 1842 y 2021 |
| |
| Población de derecho según los censos de población del INE Población de hecho según los censos de población del INEEn estos censos se denominaba Montealegre: 1842, 1857, 1860, 1877, 1887, 1897, 1900 y 1910 |

| 1900  | 1910  | 1920  | 1930  | 1940  | 1950  | 1960  | 1970  | 1981  | 1991  | 2001  | 2005  | 2010  | 2015  | 2020  |
| ----- | ----- | ----- | ----- | ----- | ----- | ----- | ----- | ----- | ----- | ----- | ----- | ----- | ----- | ----- |
| 3.453 | 3.927 | 3.823 | 3.853 | 3.764 | 3.730 | 3.112 | 2.208 | 2.347 | 2.193 | 2.237 | 2.291 | 2.301 | 2.122 | 2.041 |

## Administración
La trayectoria democrática del municipio destaca porque siempre había gobernado el PP (o AP), así como la continuidad en el cargo de don Sinforiano Montes Sánchez que, a excepción de una legislatura, había ganado. En 2023, sin embargo, la lista de la formación local Alternativa por Montealegre fue la más votada, mientras que la del PSOE fue la segunda en número de sufragios. Por su parte, el PP, que históricamente se había erigido como el partido más votado desde 1991 (y desde 1983 como AP) quedó relegado al tercer puesto.
| Periodo   | Nombre                    | Partido                          |
| --------- | ------------------------- | -------------------------------- |
| 1979-1983 | Sinforiano Montes Sánchez | Independientes                   |
| 1983-1987 | Emilio Vizcaíno Yáñez     | AP                               |
| 1987-1991 | Sinforiano Montes Sánchez | AP                               |
| 1991-1995 | Sinforiano Montes Sánchez | PP                               |
| 1995-1999 | Sinforiano Montes Sánchez | PP                               |
| 1999-2003 | Sinforiano Montes Sánchez | PP                               |
| 2003-2007 | Sinforiano Montes Sánchez | PP                               |
| 2007-2011 | Sinforiano Montes Sánchez | PP                               |
| 2011-2015 | Sinforiano Montes Sánchez | PP                               |
| 2015-2019 | Sinforiano Montes Sánchez | PP                               |
| 2019-2023 | Sinforiano Montes Sánchez | PP                               |
| 2023-act. | Dolores Almarcha Riquelme | Alternativa por Montealegre (AM) |

## Patrimonio

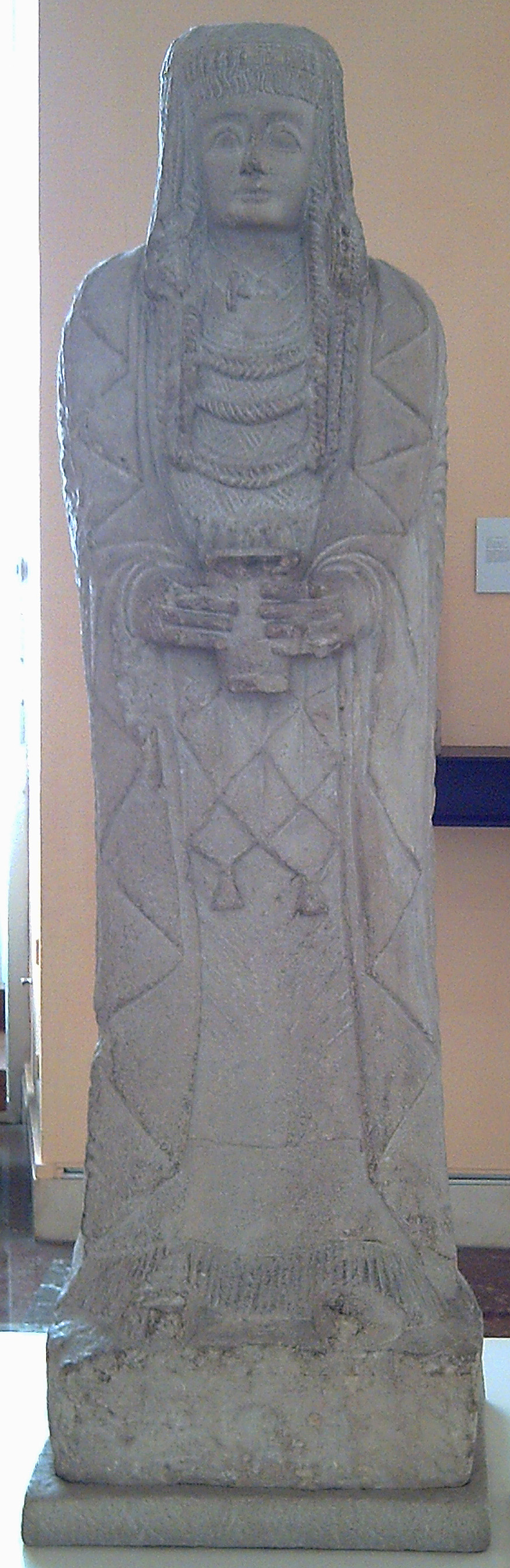
Dama oferente.

### Castillo
Apenas quedan del antiguo castillo que da nombre a la villa más que unos arruinados muros y restos de un aljibe. Se ignora cuándo fue levantado, aunque ya en 921 Ordoño II de León redujo a escombros la fortaleza de Eliph, nombre árabe de Elo (Montealegre).
Posteriormente fue reconstruida, pues en tiempos de Alfonso X el Sabio y Jaime I, figuraba entre los territorios y castillos formantes del marquesado de Villena.
En la segunda mitad del siglo XIV fue destruido por Pedro I, en su lucha contra su hermano Enrique de Trastámara, incendiándolo y destruyendo las torres y habitaciones que se encontraban sobre la puerta principal. Esta fortaleza ya no se reconstruyó, arruinándose paulatinamente con el devenir de los siglos.
En 1988 el Ayuntamiento adquirió la propiedad del monte sobre el que se eleva, y desde el año 2000 se ha procedido a una primera restauración, reconstruyendo la base de los dos torreones que forman la entrada.

### Iglesia parroquial de Santiago Apóstol
La iglesia parroquial de Santiago Apóstol, proyectada y levantada en el siglo XVIII, aunque debió de ser edificada en el siglo XV y de estilo renacentista en sus orígenes, es referente patrimonial singular del municipio.
Su ubicación y orientación ha determinado en buena medida la evolución del entramado urbano de la localidad en los últimos siglos, extendiendo su nombre a la llamada popularmente calle de la Iglesia. Esta vía es el eje vertebrador de la villa que alcanza y se agota en el acceso principal del templo y que parte de la entrada del municipio donde a principios del siglo XX todavía se conservaba una antigua ermita cupulada en la que se veneraba a la Inmaculada Concepción.

### Santuario de Nuestra Señora de la Consolación
El templo está situado a 2 km del municipio y fue construido en el siglo XVIII, según la tradición, sobre la retama en la que se apareció la Virgen de la Consolación al morico Jamet en 1605.
El santuario es de nave única con bóveda de lunetas, capillas laterales entre los contrafuertes, crucero con cúpula y cabecera plana.
Durante la Guerra Civil (1936) se produjo un expolio y destrucción en el templo, cuando la imagen de la Virgen fue quemada, junto con el retablo del santuario y todas las demás imágenes, excepto la imagen de San Isidro, que se conserva en la actualidad gracias a que fue ocultada. Por este motivo, la actual imagen de la Virgen es posterior a la original.
El templo fue restaurado a partir de 1997 con los donativos aportados por los montealegrinos, reparando el suelo de azulejos que representa escenas de caza y el camarín, auténtica joya del templo, por sus elaboradas escayolas, todo ello calificable dentro del rococó tardío. Tras la finalización de estas obras, fueron inauguradas por el obispo de la diócesis de Albacete en 2002.

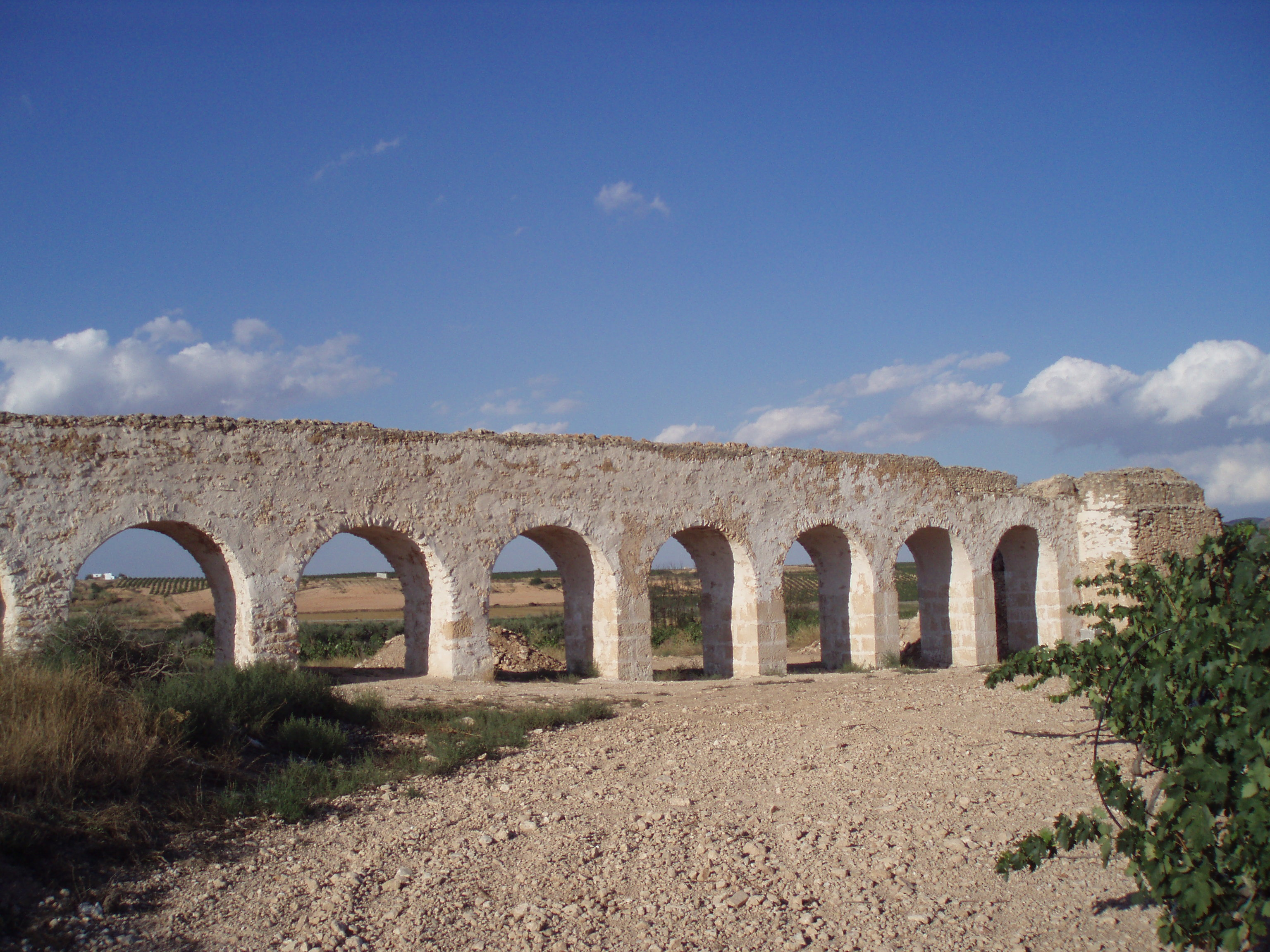
Arcos del Molino.

### Arcos del Molino
Se trata de una antigua canalización de agua que, aprovechando el desnivel del terreno, la eleva hasta una altura considerable, para hacerla caer y así mover la piedra del molino harinero. Esta construcción toma, en su parte final, la forma de acueducto, con unos veinte arcos, de los cuales, los cinco últimos tienen la base formada por piedra de sillería.
Igualmente, se ha llevado una labor de reconstrucción y limpieza del entorno, limpiando los arcos, así como restaurándolos con los mismos materiales que fueron elaborados, aunque hay que señalar que del molino, apenas quedan los muros y se encuentra muy deteriorado.

## Cultura y fiestas
Destaca la "semana joven" que se lleva a cabo la semana anterior a las fiestas de agosto, así como los conciertos de las fiestas, las actuaciones teatrales y las exposiciones organizadas por la Universidad Popular.
También la ludoteca y Montejoven realizan actividades para los más pequeños y jóvenes del municipio, y es importante la labor de la biblioteca pública en cuanto a la difusión de la cultura, con la semana del libro en torno al 23 de abril.

### Fiestas patronales
Las fiestas patronales se celebran a mediados de agosto en honor de la Virgen de la Consolación, comenzando el día 12 aproximadamente con el pregón y el desfile de peñas y carrozas.
El día 14 es llevada en romería la imagen de la Virgen al municipio desde el Santuario de Nuestra Señora de la Consolación, situado a dos kilómetros, donde permanecerá hasta el mes de septiembre. Al ponerse el sol, se produce la Entrada de la Virgen en la localidad, y el posterior desfile hasta la iglesia parroquial, siendo uno de los momentos más intensos de las fiestas, en los que interviene la Banda de Música Dama Oferente, la carroza con la reina de las fiestas y damas de honor, así como todas las autoridades y pueblo en general.
El día 15 es el día grande, iniciándose con la suelta de vaquillas y finalizando, por la noche, con la ofrenda de flores y la procesión de la Patrona, con las parejas de manolos ataviados con la teja y mantilla españolas.
El día 16 hay de nuevo vaquillas y también se instala un mercado medieval en las calles del pueblo.
Hay que destacar el esfuerzo que hace el Ayuntamiento en estos días, para traer conciertos, promocionar las fiestas, etc.

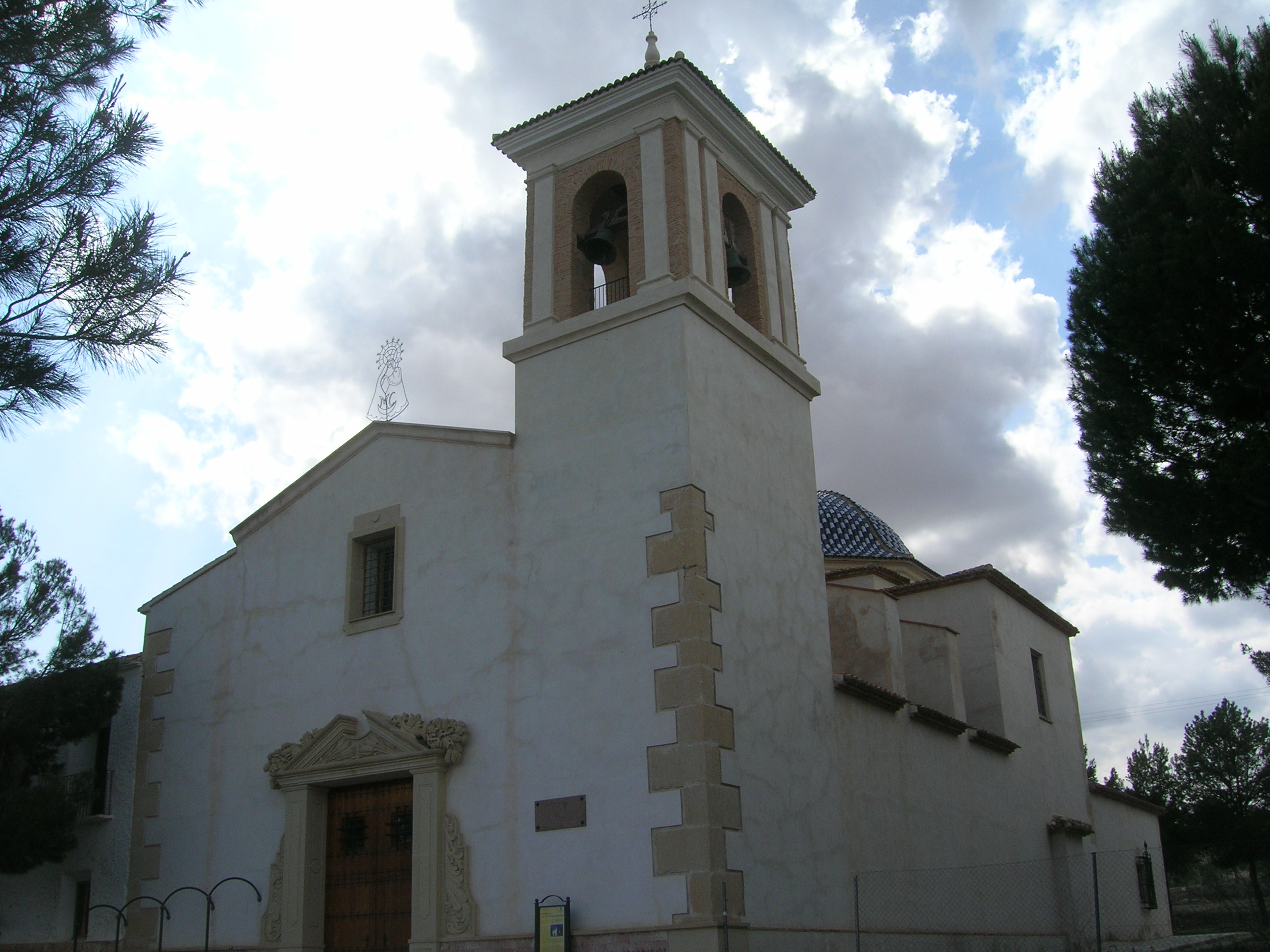
Santuario de Nuestra Señora de la Consolación de Montealegre del Castillo.

### Romerías
Las dos romerías de la Virgen de la Consolación son el día 14 de agosto, con motivo de las fiestas y, tras su estancia en el municipio, en septiembre es devuelta al Santuario de Nuestra Señora de la Consolación. Tradicionalmente, la fecha de esta romería era el 8 de septiembre, con motivo de la Natividad de la Virgen María, pero en la actualidad se suele llevar el domingo siguiente, para aprovechar el día festivo.
Además, se celebra romería en honor a San Isidro el 15 de mayo, patrón de los agricultores, en el santuario, donde tras la procesión de la imagen del santo, se da un aperitivo al pueblo, así como juegos populares y verbenas.

### Otras fiestas
Las monas son el 25 de abril (San Marcos), cuando va la gente de acampada a los Pinos del Boticario.
El carnaval se celebra el sábado siguiente al Miércoles de Ceniza, una semana después a su fecha tradicional.
Otras fiestas organizadas por las calles del pueblo son: 
- San Blas (3 de febrero).
- San Gregorio (9 de mayo).
- San Pancracio (12 de mayo).
- Santa Rita (22 de mayo).
- Virgen del Rosario: se celebra la última semana de agosto.
- Santa Cecilia, cuando la banda de música Dama Oferente celebra un concierto.
- San Antón: se queman hogueras en su honor.